# Materia reservada
Materia reservada es el sexto álbum de estudio de la banda de rock sevillana Reincidentes, 
Fue editado en 1997 por el sello Discos Suicidas. Inicialmente iba a recibir el nombre de El sexto pero desavenencias con la discográfica fueron retrasando el lanzamiento del disco hasta que finalmente fue publicado suponiendo la ruptura definitiva de la relación contractual entre banda y su hasta entonces casa de discos.

## Lista de canciones
1. "Tu realidad" (2:38)
2. "Buscando una canción" (2:40)
3. "El guardián de la verdad" (2:53)
4. "No te vayas nunca" (3:11)
5. "El safari" (2:49)
6. "Quién te ha visto y quién te ve" (2:51)
7. "Vaya mafia!" (1:48)
8. "Demasiado falso" (4:00)
9. "En clave de guerra" (2:40)
10. "Cogidos por los güevos" (4:17)
11. "Jornaleros andaluces" (1:11)